# Ojców (Białoruś)
Ojców (biał. Айцова, ros. Ойцово, Ojcowo) – wieś na Białorusi, w obwodzie grodzieńskim, w rejonie brzostowickim, w sielsowiecie małobrzostowickim.
W czasach II Rzeczypospolitej był tu folwark, leżał w gminie Brzostowica, powiat Grodno.
Według Powszechnego Spisu Ludności z 1921 roku zamieszkiwały tu 23 osoby, 6 było wyznania rzymskokatolickiego, a 17 prawosławnego. 11 mieszkańców zadeklarowało polską przynależność narodową a 12 białoruską. Był tu 1 budynek mieszkalny.
W okresie międzywojennym majątek ziemski posiadał tu Dymitr Korybut-Daszkiewicz (445 mórg).